# Eric Korita
Eric Korita (* 13. Januar 1963 in Chicago, Illinois) ist ein ehemaliger US-amerikanischer Tennisspieler.

## Leben
Korita erreichte beim Juniorenturnier der US Open 1980 das Halbfinale. Im Jahr darauf erreichte er das Viertelfinale des Juniorenturniers vom Wimbledon, in welchem er Henri Leconte unterlag. Er studierte an der Southern Methodist University und wurde in die Bestenauswahl All-American berufen.
Korita war vor allem als Doppelspieler erfolgreich, nur am Anfang seiner Karriere hatte er nennenswerte Erfolge im Einzel. Hierzu zählen Halbfinalteilnahmen in Washington und South Orange 1983. Im selben Jahr erreichte er erstmals ein Doppelfinale auf der ATP World Tour, an der Seite von Paul Annacone unterlag er beim Turnier in Köln jedoch Nick Saviano und Florin Segărceanu. Sein erfolgreichstes Jahr auf der ATP World Tour war 1987, als er mit Rick Leach das Turnier von Seoul gewann und in Johannesburg mit Brad Pearce im Finale stand. Dies sollte sein einziger Titelgewinn bleiben. Seine höchste Notierung in der Tennisweltrangliste erreichte er 1984 mit Position 46 im Einzel sowie 1988 mit Position 30 im Doppel.
Sein bestes Einzelergebnis bei einem Grand-Slam-Turnier war das zweimalige Erreichen der dritten Runde bei den US Open. In der Doppelkonkurrenz stand er 1984 im Halbfinale der French Open. Im Mixed-Wettbewerb erreichte er 1988 das Viertelfinale der French Open.

## Erfolge
| Legende                       |
| Grand Slam                    |
| Tennis Masters Cup            |
| ATP Masters Series            |
| ATP International Series Gold |
| ATP International Series (1)  |

| ATP-Titel nach Belag |
| Hartplatz (1)        |
| Sand (0)             |
| Rasen (0)            |
| Teppich (0)          |

### Doppel

#### Turniersiege
| Nr. | Datum          | Turnier | Belag     | Partner    | Finalgegner         | Ergebnis      |
| --- | -------------- | ------- | --------- | ---------- | ------------------- | ------------- |
| 1.  | 26. April 1987 | Seoul   | Hartplatz | Mike Leach | Ken Flach Jim Grabb | 6:7, 6:1, 7:5 |

#### Finalteilnahmen
| Nr. | Datum             | Turnier      | Belag         | Partner       | Finalgegner                    | Ergebnis |
| --- | ----------------- | ------------ | ------------- | ------------- | ------------------------------ | -------- |
| 1.  | 30. Oktober 1983  | Köln         | Hartplatz (i) | Paul Annacone | Nick Saviano Florin Segărceanu | 3:6, 4:6 |
| 2.  | 22. November 1987 | Johannesburg | Hartplatz (i) | Brad Pearce   | Kevin Curren David Pate        | 4:6, 4:6 |